# Ouratea angulata
Ouratea angulata är en tvåhjärtbladig växtart som beskrevs av Van Tiegh.. Ouratea angulata ingår i släktet Ouratea och familjen Ochnaceae. Inga underarter finns listade i Catalogue of Life.